# Política exterior del gobierno de Jeanine Áñez

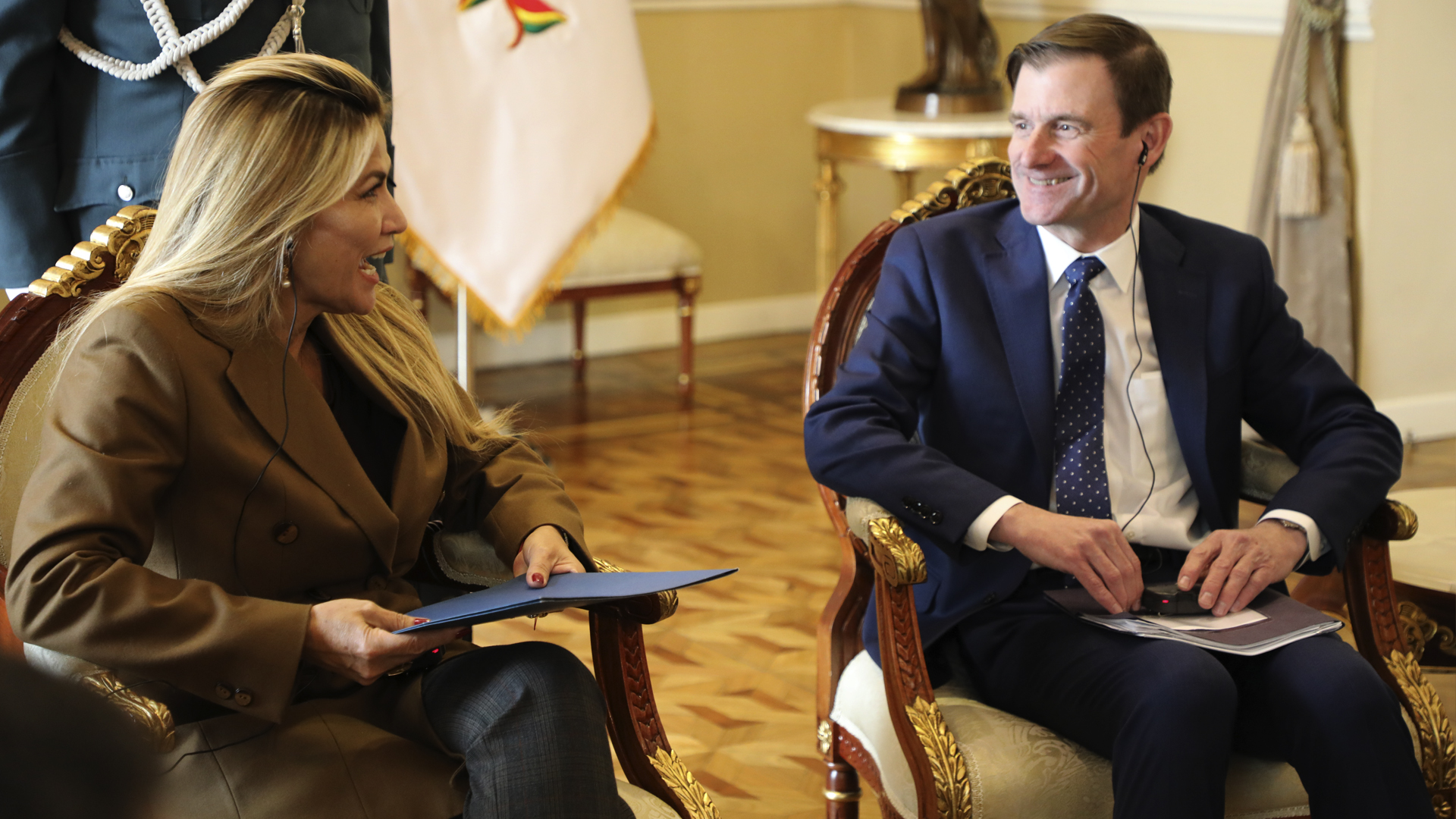
La presidenta Áñez junto al subsecretario de Estado para Asuntos Políticos de los Estados Unidos David Hale el 21 de enero de 2020; el país norteamericano informó que enviaría un embajador a Bolivia luego de diez años.

Las relaciones exteriores de Bolivia durante el gobierno de Jeanine Áñez Chávez se caracterizó por un cambio drástico en el ámbito diplomático comparado con la administración anterior. Al comenzar su gobierno transitorio, la presidenta interina Jeanine Añez a través de su canciller Karen Longaric decidieron romper las relaciones entre Bolivia-Venezuela así como también rompieron las relaciones entre Bolivia y Cuba, además de cerrar las embajadas bolivianas en Nicaragua e Irán, las cuales fueron abiertas durante el gobierno de Evo Morales.
A su vez, el gobierno expulsó del país a la embajadora mexicana y a otros dos altos funcionarios diplomáticos españoles, lo cual desencadenó en un incidente diplomático de Bolivia con España y México así como también se tensionó aún más las relaciones entre Bolivia-México con el conflicto por los asilados bolivianos y a la vez se tensionó las relaciones entre Argentina y Bolivia por el refugio político que este país decidió otorgar al expresidente Evo Morales Ayma.
El gobierno transitorio retomó las relaciones entre Bolivia y Estados Unidos, además de reconocer al presidente de la Asamblea Nacional de Venezuela Juan Guaidó como el Presidente de su país y retirar a Bolivia del Grupo del ALBA (Alianza Bolivariana para los Pueblos de Nuestra América) para integrar al país al Grupo de Lima.
A nivel mundial, el gobierno de Jeanine Áñez destituyó a 32 embajadores bolivianos pertenecientes al anterior gobierno y los reemplazó por encargados de negocios.

## Embajadas
El gobierno de Jeanine Áñez destituyó a más del 80% de todos los embajadores plenipotenciarios de Bolivia que se encontraban en diferentes países y los reemplazó designando encargados de negocios en dichos países.
| Encargados de Negocios designados por el Gobierno de Jeanine Áñez Chávez | Encargados de Negocios designados por el Gobierno de Jeanine Áñez Chávez | Encargados de Negocios designados por el Gobierno de Jeanine Áñez Chávez |
| N.º                                                                      | Encargado de Negocios                                                    | Designado a                                                              |
| ------------------------------------------------------------------------ | ------------------------------------------------------------------------ | ------------------------------------------------------------------------ |
| 1°                                                                       | Julio Alvarado Aguilar                                                   | Argentina                                                                |
| 2°                                                                       | María Lourdes Espinoza Patiño                                            | Austria                                                                  |
| 3°                                                                       | Claudia Muñoz Reyes                                                      | Bélgica                                                                  |
| 4°                                                                       | Marcelo Terceros Pereyra                                                 | Brasil                                                                   |
| -                                                                        | Wilfredo Rojo Parada                                                     | Brasil                                                                   |
| 5°                                                                       | Alfonso Gumucio Dagron                                                   | Colombia                                                                 |
| 6°                                                                       | Luis Pablo Sebastián Ossio Bustillos                                     | Corea del Sur                                                            |
| 7°                                                                       | William Herrera Áñez                                                     | Costa Rica                                                               |
| 8°                                                                       | Javier Loayza Barea                                                      | Ecuador                                                                  |
| 9°                                                                       | Gualberto Rodríguez                                                      | España                                                                   |
| 10°                                                                      | Óscar Serrate Cuéllar                                                    | Estados Unidos                                                           |
| 11°                                                                      | Carlos Antonio Carrasco                                                  | Francia                                                                  |
| 12°                                                                      | Julio Eduardo Aliaga Lairana                                             | México                                                                   |
| 14°                                                                      | Aylin Oropeza                                                            | Paraguay                                                                 |
| 15°                                                                      | Javier Viscarra Valdivia                                                 | Países Bajos                                                             |
| 16°                                                                      | Gustavo Rodríguez Ostria                                                 | Perú                                                                     |
| 17°                                                                      | María Gabriela Orosco Olmos                                              | Suiza                                                                    |
| 18°                                                                      | Carmen Sandoval                                                          | Uruguay                                                                  |
| 19°                                                                      | Julio César Caballero Moreno                                             | Ciudad del Vaticano                                                      |
| -                                                                        | Raúl Abel Choque Ticona                                                  | Ciudad del Vaticano                                                      |
| 20°                                                                      | Gustavo Ramiro Espinoza Trujillo                                         | Alemania                                                                 |
| 21°                                                                      | Carlos Alberto Viera Rodríguez                                           | Canadá                                                                   |
| 22°                                                                      | Mauricio Belmonte Pijuan                                                 | China                                                                    |
| 23°                                                                      | Se rompieron relaciones                                                  | Cuba                                                                     |
| 24°                                                                      | No designado                                                             | Egipto                                                                   |
| 25°                                                                      | No designado                                                             | India                                                                    |
| 26°                                                                      | Embajada cerrada                                                         | Irán                                                                     |
| 27°                                                                      | Marianne Michelle Guachalla Sahonero                                     | Italia                                                                   |
| 28°                                                                      | No designado                                                             | Japón                                                                    |
| 29°                                                                      | Embajada cerrada                                                         | Nicaragua                                                                |
| 30°                                                                      | Patricia Alejandra Oviedo Céspedes                                       | Panamá                                                                   |
| 32°                                                                      | No designado                                                             | Rusia                                                                    |
| 33°                                                                      | No designado                                                             | Suecia                                                                   |
| 34°                                                                      | Se rompieron relaciones                                                  | Venezuela                                                                |
| 35°                                                                      | Rubén Dario Cuéllar Suárez                                               | ONU                                                                      |
| 36°                                                                      | Jaime Aparicio Otero                                                     | OEA                                                                      |
| 37°                                                                      | Robert Kruezseld                                                         | BID                                                                      |
| 38°                                                                      | Roger Edwin Rojas Ulo                                                    | FMI                                                                      |
| 39°                                                                      | Alexandra Moreira López                                                  | OTCA                                                                     |